# Деменка
Деменка — річка в Україні, у Куликівському й Чернігівському районі Чернігівської області. Ліва притока Десни (басейн Дніпра).

## Опис
Довжина річки 14 км, похил річки — 0,28 м/км. Площа басейну 38 км².

## Розташування
Бере початок на північно-східній околиці Авдіївки. Тече переважно на північний захід понад селом і на південно-західній стороні від Боромики впадає в річку Десну, ліву притоку Дніпра.